# Tortura de l'aigua

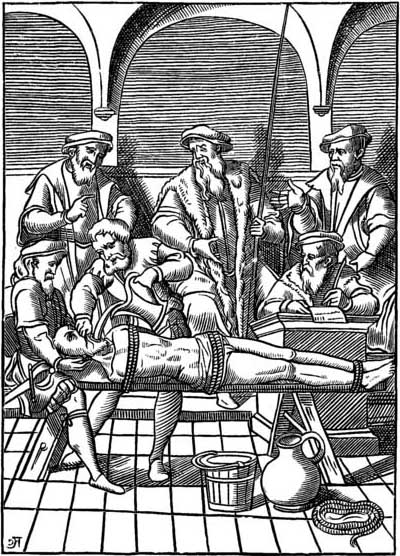
"Tortura de l'aigua" — Gravat de l'obra de J. Damhoudère Praxi Rerum Criminalium, Anvers, 1556.

La tortura de l'aigua, toca o cura d'aigua és una modalitat de tortura que consisteix a lligar al presoner a una escala inclinada o a un bastidor, amb el cap més baix que els peus, introduir-li un drap (o toca) a la boca i a continuació i lentament tirar-li amb un càntir, aigua que havia d'empassar fins que rebentés.

## Història
Va ser un dels tres procediments de tortura més empleats per la Inquisició espanyola juntament amb l'«estrapada» i el «poltre». Per abocar l'aigua sobre la boca s'utilitzava un càntir d'una mica més d'un litre de capacitat. Segons les Instruccions que havien de complir els inquisidores —havien d'estar presents en la sessió de tortura juntament amb l'escrivà forense i el botxí— no es podien administrar a un presoner més de vuit càntirs en una mateixa sessió. Amb aquest mètode de tortura no s'incomplia una de les "regles" de la tortura inquisitorial: que es vessés sang o es mutilés l'acusat.
Segons un tractat castellà del segle XVII el turment de la toca consistia a "ficar al reu una toca per la gola... i amb ella, perquè entri en el cos, li tiren algunes quartilles d'aigua".